# Haurpugur
Haurpugur is een bestuurslaag in het regentschap Bandung van de provincie West-Java, Indonesië. Haurpugur telt 7315 inwoners (volkstelling 2010).